# 자가당착: 시대정신과 현실참여
"자가당착: 시대정신과 현실참여"(Self-Referential Traverse: zeitgeist and engagement)는 한국에서 제작된 김선 감독의 2009년 코미디 영화이다. 포돌이 등이 주연으로 출연하였다.

## 출연

### 주연
- 포돌이
- 강석
- 정아영
- 이란희

### 조연
- 송연수
- 신혜옥
- 강영수
- 최진영
- 김경묵
- 김경민
- 김재록
- 윤보경
- 박진아
- 성원

## 기타
- 조명: 배수찬
- 조명: 박근범
- 조명: 채정석
- 조감독: 배수찬
- 조감독: 강영수
- 음향: 강민석
- 미술: 조아라
- 미술: 방인리
- 세트: 이종필
- 세트: 김기환
- 소품: 조아라
- 소품: 방인리
- 특수효과: 홍장표
- 포돌이동작: 박지연
- 포돌이동작: 여인원
- 쥐동작: 감영수
- 기무인형동작: 김곡
- 기무인형동작: 장선진